# Rival, Raille und Oron
Rival, Raille und Oron sind in dieser Reihenfolge die drei Namen eines über 60 Kilometer langen Fließgewässers in den französischen Départements Isère und Drôme.
Trotz der beachtlichen Länge ist das Gewässer, dessen Bett sich in flachem Gelände offensichtlich in mehreren Abschnitten mit geringen Aufwand umlegen ließ, eher als Bach denn als Fluss zu betrachten. Das scheinbare Missverhältnis zwischen Länge und Größe ergibt sich aus Klima und Nutzung. Die breite Talebene, durch die er fließt, wird von ihm zwar auch entwässert, vor allem aber mit seinem Wasser bewässert.
Hydrografisch sind Rival und Raille in der französischen Gewässerdatenbank Sandre als eine Einheit definiert, mit der Nummer V34-0430 und einer Länge von 35 km.

## Verlauf
Der Bach Rival entspringt im nördlichen Randbereich des Hochplateaus Chambaran in einem Talende bei dem Dorf La Forteresse auf nicht ganz 650 m Meereshöhe.
Nach gut acht Kilometern erreicht er in der Kleinstadt Saint-Étienne-de-Saint-Geoirs 400 m über dem Meer den Südrand eines breiten Urstromtals, das bei Voreppe vom Tal der Isère abzweigt und gerade westwärts zur Rhône führt. In diesem Urstromtal liegt der übrige Gewässerlauf. Bei Thodure mündet auf 299 m Höhe, ebenfalls aus dem Nordrand des Chambaran, der Torrent de Fondon . Hier ändert sich der Name von le Rival auf la Raille. Am Südrand von Saint-Barthélemy gelangt die Raille in ein Binnendelta mit der über 200 m langen Insel Île Barrin .

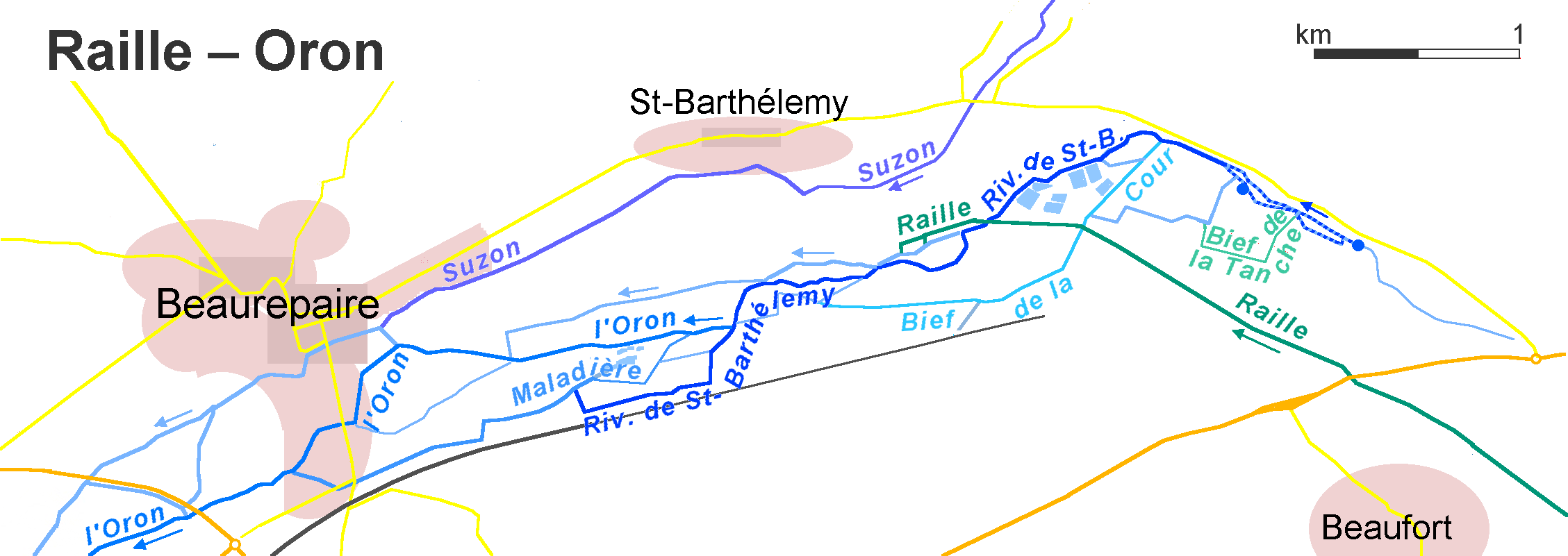
Binnendelta am Übergang der Raille in den Oron: Gewässer farblich nach Namen unterschieden, blaugrau = kein Name dokumentiert, runde Punkte = Quellen

Hier wird das Verständnis der amtlichen Definition durch den Gewässernamen „Rivière de Saint-Barthélemy“ erschwert:
- Im Geoportal von IGN beginnt dieser in einem Feuchtgebiet nördlich der Raille und mehrere hundert Meter östlich der Île Barrin. An einem Knoten von Wasserläufen kreuzen sich die Namen und schließlich verläuft die Rivière de Saint-Barthélemy einige hundert Meter parallel zum Oron, und zwar südlich.
- SANDRE hingegen bezeichnet Rivière de Saint-Barthélemy als Alternativnamen für den Oron. Die Karten bei SANDRE sind unbeschriftet und sehr klein. Damit kann die Gewässerstrecke von der Quelle des Rival bis zur Mündung des Oron etwas über einen Kilometer kürzer sein als die Summe der angegebenen Längen, 35 km und 27,8 km.

Im Vorstadtbereich von Beaurepaire vereinigen sich alle Arme des Binnendeltas wieder zu einem Wasserlauf, Oron mit der SANDRE-Nummer V34-0400. Der Gewässerlauf wurde in mehreren Abschnitten dem Flächenbedarf der Landwirtschaft und den Erfordernissen von Verkehrswegen angepasst.
Bei La Maison Blanche nordöstlich von Saint-Sorlin-en-Valloire gibt es eine historische Wassermühle, die Moulin d'Oron.
In Saint-Rambert-d’Albon mündet der Bach in die 21,7 km lange Les Collières, 2 km vor deren Mündung in einen Seitenkanal der Rhone mit dem Namen Dérivation de Péage-de-Roussillon. Diese letzten zwei Kilometer in Saint-Rambert-d’Albon werden auch Les Claires genannt.
Damit hat der Flussweg von der Quelle bis zur Rhone eine Länge von 63 bis 64 km.

## Orte
- La Forteresse
- Saint-Étienne-de-Saint-Geoirs
- Brézins
- Marcilloles
- Saint-Barthélemy
- Beaurepaire
- Lapeyrouse-Mornay
- Épinouze
- Saint-Rambert-d’Albon

## Zuflüsse
- Nivollonon von links
- Torrent de Fondon von links
- Torrent de la Pérouse von links
- Suzon von rechts

## Informationsbasis
- Französische Gewässerdatenbank SANDRE:
  - V34-0430 – torrent la Raille oder rivière la Baïse oder torrent le Rival
  - V34-0400 – ruisseau l'Oron
  - V3430560 – ruisseau les Collières oder torrent de Combet
- Geoportal des französischen Institut Géographique National – um die gesamte Kartenauswahl zu nutzen, muss man sich anmelden (« enregistrer ») und anschließend auf « Mes données » („Meine Daten“) klicken.